# 第二次世界大戰勝利獎章
第二次世界大戰勝利獎章（英語：World War II Victory Medal）是美國於第二次世界大戰的一項軍事勳獎。該勳獎根據第79屆美國國會通過的一道法案，於1945年7月6日設立。其設立目的，在於獎勵及紀念在第二次世界大戰服役的美國及菲律賓軍兵。
獎章正面為希臘神話的勝利女神尼姬。獎章中尼刻手持斷劍，象徵著軸心國的摧毀；並腳踏戰神瑪爾斯的頭盔，象徵戰爭結束。尼刻後方為日出曙光，代表和平再次來臨。獎章背面刻上了美國總統富蘭克林·羅斯福於1941年發表的四大自由：上方為FREEDOM FROM FEAR AND WANT（免於匱乏及免於恐懼自由），下方為FREEDOM OF SPEECH AND RELIGION（言論自由及信仰自由），中央由一片桂葉分隔。獎章外圈的文字為UNITED STATES OF AMERICA 1941·1945。
第二次世界大戰雖在1945年8月便已結束，但由於美國一直未正式宣佈結束戰爭狀態，結果不少在1946年才開始服役的美軍士兵，仍可以獲頒第二次世界大戰勝利獎章。後來總統杜魯門在1946年12月31日正式結束戰爭狀態，獎章才停止頒發。